# Cyclophora grisea
Cyclophora grisea là một loài bướm đêm trong họ Geometridae.